# Distrito electoral local 21 de Chihuahua
El Distrito electoral local 22 de Chihuahua es uno de los 22 Distritos Electorales en los que se encuentra dividido el territorio del estado de Chihuahua. Su cabecera es Hidalgo del Parral.
Desde el proceso de redistritación de 2022 abarca los municipios de Cusihuiriachi, Dr. Belisario Domínguez, Santa Isabel, Gran Morelos, Hidalgo del Parral, Huejotitán, Rosario, San Francisco de Borja, San Francisco del Oro, Santa Bárbara, Satevó, El Tule y Valle de Zaragoza.

## Distritaciones anteriores

### Distritación de 1997
En 1997 este distrito fue introducido, teniendo como cabecera a Guachochi, abarcando los municipios de Balleza, Batopilas, Guachochi, Guadalupe y Calvo y Morelos.

### Distritación de 2012
Para 2012 el distrito continuó con su cabecera en Guachochi, abarcando los mismos municipios que abarcaba desde 1997.

### Distritación de 2015
Entre 2015 y 2022, el distrito pasó a tener cabecera en Hidalgo del Parral, abarcando los municipios de Dr. Belisario Domínguez, General Trías, Gran Morelos, Hidalgo del Parral, Huejotitán, Matamoros, Nonoava, Rosario, San Francisco de Borja, San Francisco del Oro, Santa Bárbara, Satevó, El Tule y Valle de Zaragoza.

## Diputados por el distrito
| Diputado                   | Grupo parlamentario | Legislatura | Periodo     | Cabecera distrital Según cada distritación |
| -------------------------- | ------------------- | ----------- | ----------- | ------------------------------------------ |
| Manuel Chávez Rodríguez    |                     | LIX         | 1998 - 2001 | Guachochi                                  |
| Rogelio Yáñez Bustillos    |                     | LX          | 2001 - 2004 | Guachochi                                  |
| Alberto Espino González    |                     | LXI         | 2004 - 2007 | Guachochi                                  |
| Jesús Velázquez Rodríguez  |                     | LXII        | 2007 - 2010 | Guachochi                                  |
| Pablo González Gutiérrez   |                     | LXIII       | 2010 - 2013 | Guachochi                                  |
| Mayra Díaz Guerra          |                     | LXIV        | 2013 - 2016 | Guachochi                                  |
| Karina Velázquez Ramírez   |                     | LXV         | 2016 - 2018 | Hidalgo del Parral                         |
| Lorenzo Arturo Parga Amado |                     | LXVI        | 2018 - 2021 | Hidalgo del Parral                         |
| Edgar José Piñón Domínguez |                     | LXVII       | 2021 - 2024 | Hidalgo del Parral                         |

## Resultados Electorales

### 2016
|  | 36.96 % |

|  | 38.88 % |

|  | 5.05 % |

|  | 2.14 % |

|  | 7.28 % |

|  | 3.98 % |

|  | 3.47 % |

|  | 0.23 % |

|  | 5.01 % |

|  | 100.00 % |

### 2013
|  | 29.51 % |

|  | 38.82 % |

|  | 0.00 % |

|  | 5.32 % |

|  | 0.68 % |

|  | 8.92 % |

|  | 0.11 % |

|  | 16.64 % |

|  | 100.00 % |

### 2010
|  | 34.10 % |

|  | 47.76 % |

|  | 0.00 % |

|  | 0.57 % |

|  | 0.80 % |

|  | 0.57 % |

|  | 6.85 % |

|  | 0.14 % |

|  | 9.21 % |

|  | 100.00 % |

### 2007
|  | 33.33 % |

|  | 52.89 % |

|  | 1.25 % |

|  | 0.77 % |

|  | 2.17 % |

|  | 0.27 % |

|  | 0.04 % |

|  | 9.30 % |

|  | 100.00 % |

### 2004
|  | 29.81 % |

|  | 62.47 % |

|  | 0.01 % |

|  | 7.72 % |

|  | 100.00 % |

### 2001
|  | 32.82 % |

|  | 53.20 % |

|  | 7.61 % |

|  | 0.40 % |

|  | 0.00 % |

|  | 0.00 % |

|  | 0.09 % |

|  | 5.58 % |

|  | 100.00 % |

### 1998
|  | 23.91 % |

|  | 57.20 % |

|  | 9.53 % |

|  | 0.38 % |

|  | 0.28 % |

|  | 0.53 % |

|  | 0.06 % |

|  | 8.10 % |

|  | 100.00 % |